# クライ (ロシア)
クライ (ロシア語：край、 複数形: края́,クラヤー)  は、ロシア帝国、ロシア・ソビエト連邦社会主義共和国及びロシア連邦における地方行政区画の呼称のひとつである。日本語では「地方」と訳されることが多い。例えば、沿海地方 (Примо́рский край) やカムチャツカ地方 (Камча́тский край) などがある。

## 概要
語源は、ロシア語の動詞の"кроить" (クロイティ、意味は「切る」) から派生した語である。歴史的には、ロシア国家の周辺部に沿う様に位置する国境付近の場所に対して、切り取るように獲得した広大な領土をクライと称した。2015年の時点では、一部のオーブラスチ (州)についてもこの説明に当てはまり、クライとオーブラスチの実質的な法的地位の相違がない為、クライとオーブラスチの用語についての使い分けは、ほとんど慣習的・伝統的な用法に依拠したものである。

## 一覧

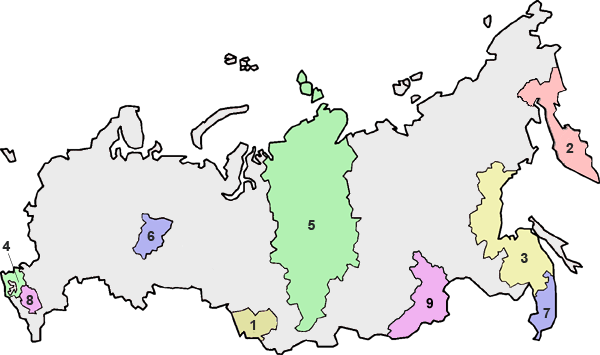
地方一覧

| 1. アルタイ地方 2. カムチャツカ地方 3. ハバロフスク地方 | 4. クラスノダール地方 5. クラスノヤルスク地方 6. ペルミ地方 | 7. 沿海地方（プリモルスキー地方） 8. スタヴロポリ地方 9. ザバイカリエ地方 |